# Schulmeisters Marie
Schulmeisters Marie ist eine Novelle (Bauern-, Schauer- und Liebesgeschichte), die E. Marlitt 1865 gemeinsam mit ihrer Erzählung Die zwölf Apostel für die Veröffentlichung in der Familienwochenschrift Die Gartenlaube eingereicht hat. Publiziert wurde das Werk jedoch erst postum im Rahmen der zehnbändigen Gesamtausgabe von Marlitts Prosawerk (Band 10: „Thüringer Erzählungen“, 1890).
Die Novelle erzählt die Geschichte der jungen Marie Lindner, die zu Unrecht einer unehelichen Mutterschaft und deren Mutter zu Unrecht eines Diebstahls verdächtigt wird. Es gelingt Marie, sowohl sich selbst als auch ihre Mutter zu rehabilitieren, und am Ende kann sie auch den Mann heiraten, den sie liebt.

## Handlung

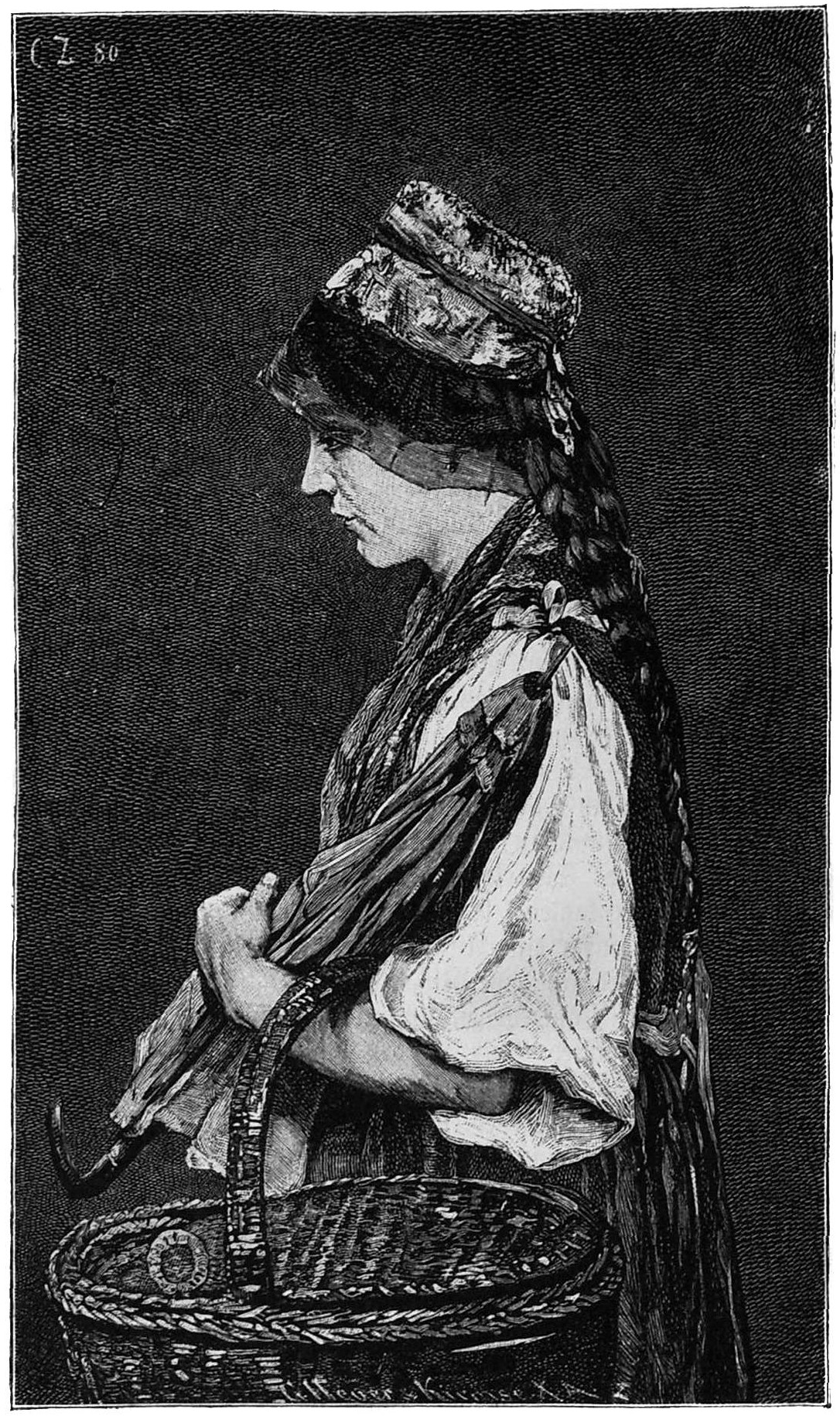
Eine thüringische Frauentracht. Marie verdient sich ihr Geld mit dem Nähen traditioneller Hauben.

Ort der Handlung ist das fiktive thüringische Bergdorf Ringelshausen, die Zeit die Gegenwart der Autorin, also die 1860er Jahre. Die „Schulmeisterin“ Frau Lindner, Witwe des Dorflehrers, ist seit dem Tod ihres Mannes mittellos. Sie hat zwei Töchter durchzubringen: die fast erwachsene Marie und die kleine Christel. Ein Zubrot verdient sie sich durch die Betreuung eines Kostkindes; wer die Eltern dieses Kindes sind, hat sie versprechen müssen, niemandem zu sagen. Weil die kultivierten Lindners zu den Bauern immer eine gewisse Distanz gehalten haben, werfen diese ihnen Dünkelhaftigkeit vor und begegnen ihnen mit Misstrauen.
Die Situation eskaliert, als aus dem Pfarrhaus 700 Taler verschwinden und Frau Lindner am fraglichen Abend von Mamsell Dore, der Pfarrhaushälterin, im Gang des Pfarrhauses gesehen worden ist. Auf Dores Anklage hin kommt die Sache vor Gericht, wo Frau Lindner dank ihres sehr fähigen Rechtsanwaltes freigesprochen wird; die Dörfler halten sie jedoch weiterhin für eine Diebin.
Die Handlung der Novelle setzt mit einer Feier der Dörfler in der Schenke „Zur grünen Tanne“ ein. Anlass der Geselligkeit ist die Heirat der reichen Scholzentochter Katharine mit dem auswärtigen Bauerngutsbesitzer Anton. Der Bräutigam ist gemeinsam mit seiner sehr wohlhabenden Stiefmutter – Frau Sanner – und deren einzigem leiblichen Sohn, Joseph, angereist. Während der Feier reißt die kleine Christel der Pfarrhaushälterin Mamsell Dore versehentlich die Haube herunter, was der „dürre Bastel“, der ungeschliffene Sohn des Tannenwirts, zum Anlass nimmt, dem Kind Diebstahlsabsicht vorzuwerfen und im selben Atemzug auch ihre Mutter, Frau Lindner, erneut als Diebin zu brandmarken. Als Marie ihrer Mutter zur Hilfe kommt, attackiert Bastel auch sie und beschuldigt sie, keine Jungfrau mehr, sondern die Mutter des Pflegekindes zu sein, das Frau Lindner aufgenommen hat. Überraschend findet Marie einen Verteidiger in Joseph, dem Stiefbruder des Bräutigams. Maries Wehrhaftigkeit, ihre Entschlossenheit und ihr Ernst haben auf Joseph großen Eindruck gemacht; augenblicklich verliert er sein Herz.
Marie verliebt sich in Joseph, als sie ihn im Mondschein singen hört. Umgekehrt gerät Joseph noch tiefer in Maries Bann, als er sie am Sonntag in der Kirche einen Choral singen hört. Maries Herz bricht jedoch, als eine Nachbarin ihr zuträgt, dass die zweite Schulzentochter, die schöne, aber nicht sehr gescheite Margarete, den Joseph ebenfalls liebt und dass die Verlobung bereits so gut wie perfekt sei. Es gelingt Joseph, Marie zu überzeugen, dass das nicht wahr ist und dass er nur sie – Marie – liebt.
Das Tête-à-Tête der Liebenden wird von Kindern belauscht, die das Beobachtete den Erwachsenen weitererzählen. Bald kommt Marie zu Ohren, dass Frau Sanner, Josephs Mutter, Marie wegen ihres schlechten Rufes als Schwiegertochter nicht akzeptieren würde. Joseph ist bereit, Marie auch ohne den Segen seiner Mutter zu heiraten, was Marie ihm jedoch auf keinen Fall zumuten will. Sie weist ihn nun zurück. Joseph und seine Mutter reisen ab.
Acht Tage später. Um den Bösartigkeiten auszuweichen, mit denen die Dörflerinnen sie seit Bastels Beschuldigungen überschütten, flüchtet Marie für einen Tag zu Fuß in die Stadt A., wo sie Einkäufe zu erledigen hat. Zunächst besucht sie dort ihre Freundin Anna, die Tochter des Tannenwirts, die im Haushalt ihrer reichen Muhme lebt. Anna weiß von Maries Notlage und hat Josephs Mutter, die gerade bei ihr zu Gast war, ein Geständnis gemacht: sie selbst, Anna, ist die Mutter des Kostkindes. Das Kind stammt aus Annas junger Ehe mit dem Rechtsanwalt Börner – gerade dem Anwalt, der so erfolgreich Frau Lindner verteidigt hatte –, die aber erst bekanntgegeben werden darf, wenn der Erboheim des Ehemannes nicht mehr am Leben ist. Marie sieht sich halb rehabilitiert, halb aber immer noch nicht, und will Joseph darum weiterhin nicht sehen.
Ihren Heimweg aus der Stadt tritt Marie in der Dunkelheit an. Als sich kurz vor dem Heimatdorf Bastel mit seinen Kumpanen nähert, schlägt Marie einen Umweg ein, der sie über die verlassene „Pfaffenmühle“ führt, einen einsam gelegenen Spukort, den die abergläubischen Dörfler meiden. Zufällig kommen dort gerade in diesem Augenblick Mamsell Dore und ihr nichtsnutziger Sohn Fritz zu einem geheimen Treffen zusammen. Unbemerkt belauscht Marie ihr Gespräch und erfährt, dass es Fritz war, der die 700 Taler vom Pfarrer gestohlen hat. Fritz will mit seiner Braut Rike nach Amerika gehen und hält das Geld bis dahin im Kachelofen der Pfaffenmühle versteckt. Es gelingt Marie, das Geld sicherzustellen.
Auf der Chaussee zum Dorf trifft sie zufällig Joseph, der ihr berichtet, dass seine Mutter ihm für die Verbindung mit Marie bereits ihren Segen gegeben hat. Nun begleitet er Marie zum Dorfschulzen, vor dem sie die ganze Angelegenheit aufdeckt. Dabei stellt sich auch heraus, dass der Tannenwirt Zeuge war, wie Fritz nach dem Diebstahl aus dem Pfarrhaus geschlichen ist. Der Tannenwirt hatte um Maries Mutter einmal gefreit, aber einen Korb erhalten. Frau Lindners Beschuldigung in der Diebstahlssache war für ihn somit eine späte Rache gewesen. Wegen Meineids muss er nun ins Gefängnis. Fritz wird der Justiz übergeben, Dore muss wegen ihrer Mitwisserschaft und eines anderen Diebstahls am Pfarrer für einige Jahre ins Arbeitshaus. Frau Lindner ist rehabilitiert. Marie und Joseph können heiraten.

## Ausgaben (Auswahl)
- Gesammelte Romane und Novellen. Band 10: Thüringer Erzählungen. Keils Nachfahren, Leipzig 1890.
- Schulmeisters Marie. In: Thüringer Erzählungen: Schulmeisters Marie, Die zwölf Apostel, Blaubart, Amtmanns Magd. Hofenberg, 2018, ISBN 978-3-7437-2576-8.